# Osmica
Una osmica (plural osmice, pronunciación en español: Osmitsa; en italiano: osmizza y en dialecto triestino: osmiza) es un local de gestión familiar en donde se pueden vender y consumir productos típicos y caseros de la zona directamente. Son tabernas, cantinas o locales adecuados por los mismos campesinos o agricultores en el altiplano del Carso, dividido entre Italia y Eslovenia,
El término proviene del esloveno osem, que significa ocho; indicaba la duración del periodo de apertura de la actividad.

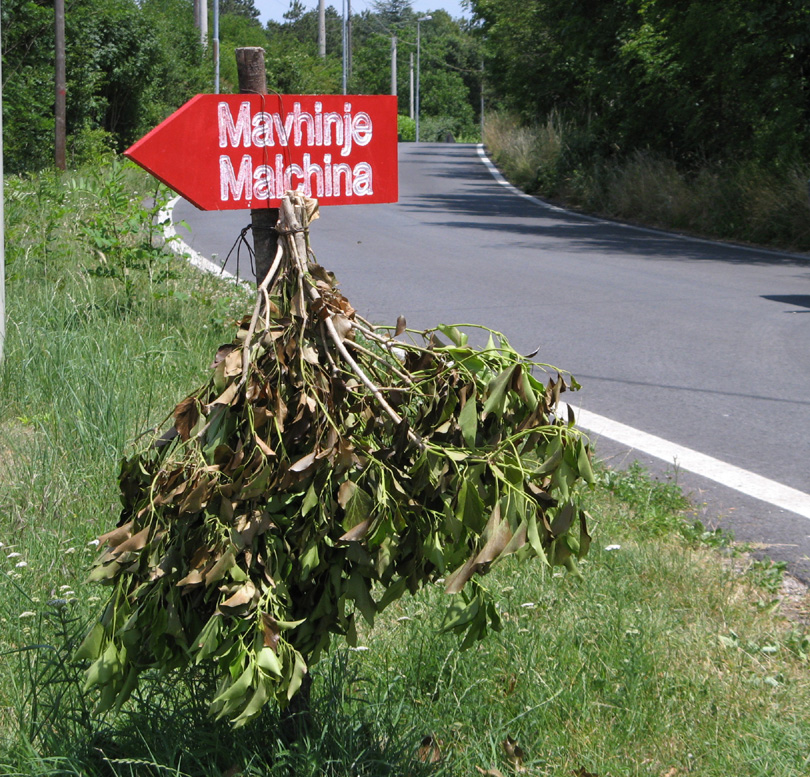
Frasca de una osmica en la zona de Mavhinje-Malchina

Las "osmice" son lugares de encuentro para todo tipo de gente y edades. Son lugares típicos situados tanto en la región italiana de Friuli-Venecia Julia como en el litoral esloveno y también en la valle del río Vipava, en Eslovenia.
En los últimos años esta tradición culinaria se ha extendido también en la zona eslovena de Istria, especialmente en los alrededores de Koper (It: Capodistria). 
Sin embargo la mayoría de las "osmice" se encuentran en la provincia de Trieste y, en menor cantidad, en la provincia de Gorizia.

## Características de las "osmice"
Las "osmice" tienen unas regulaciones legales que marcan la diferencia entre estos establecimients y los agriturismos o restaurantes. Dichas limitaciones se refieren tanto al vino servido, que debe ser únicamente de la propia cosecha, como a la comida, ya que se pueden ofrecer solo platos fríos y caseros. Adicionalmente, la osmica puede estar abierta por un periodo máximo de 59 días al año. En el altiplano del Carso los agricultores planifican la apertura de estos locales de tal forma que haya siempre alguna osmica abierta. Para indicar que la osmica está abierta se suele colocar en un lugar visible de la entrada y por las calles o caminos que conducen a ella una "frasca" ("rama", en dialecto triestino), consistente en una flecha de madera con un ramo de hiedra que sirve de bienvenida a los paisanos y a los turistas.
Las “osmice” ofrecen productos artesanos y tradicionales de la zona, como quesos, jamones, huevos, fiambres y embutidos de todo tipo, además de verduras, vinos y licores.
Los fiambres se sirven generalmente en tablas de madera y se sirven en frío, cortados en rodajas y acompañados con pan.
Los vinos a disposición son generalmente el tinto (el Terán o Terrano) y el blanco (Vitovska o Malvasía) de la casa , servidos en jarras de vidrio. El terán es un vino particular, fuerte y de gran personalidad. Tiene un color rojo muy intenso, llamado también "sangre del Carso".
El Vitovska es un vino blanco delicado, fresco, suave y fino. La Malvasija (Malvasía) es un vino blanco fresco, frutal y rico de glicerina.

## Historia

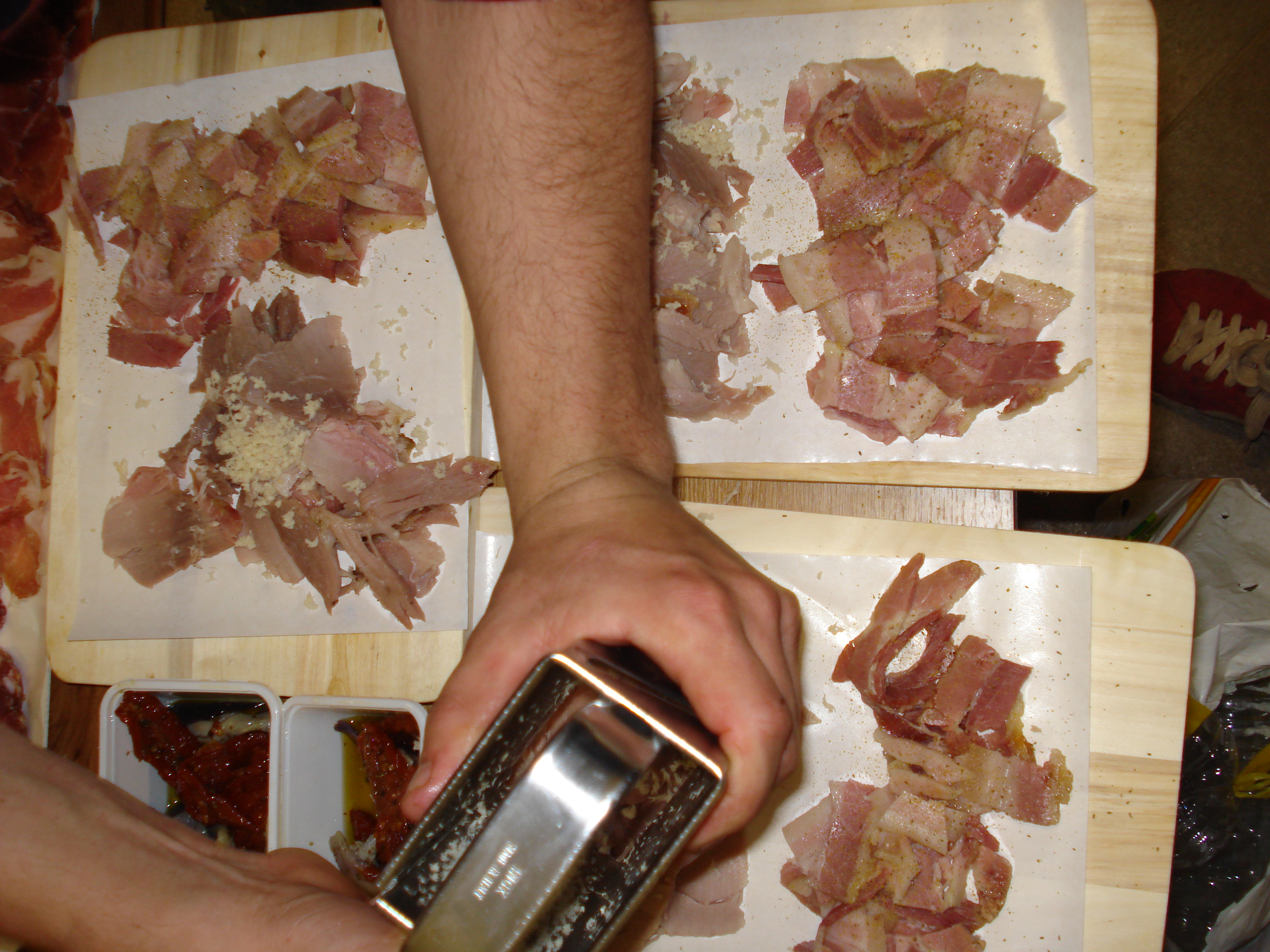
Fiambres servidos en tablas de madera

La tradición de las "osmice" es muy antigua, aparecen ya en la época de Carlomagno, cuando Istria y Tergeste (Trieste) fueron abandonadas por parte de los bizantinos, y posteriormente pasaron a formar parte del Reino de los Francos. Una de las ordenanzas de Carlomagno consistía en otorgar a todos los viticultores del Imperio Carolingio el derecho a vender sus propias producciones de vino, señalizando este tipo de actividad con flechas de madera y sobre éstas ramos de hiedra colocados en lugares visibles de las calles y las plazas.
Diferentes documentos acreditan la existencia de las "osmice" ya en la Edad Media. Un documento del año 1430 [cita requerida] trata sobre los campesinos de la zona de Prosek (Prosecco) en la provincia de Trieste, en relación con la venta de vino en sus propias viviendas sin ningún arancel.
Esta usanza antigua fue restaurada y renovada en virtud de un decreto del año 1784, emanado por parte de José II de Habsburgo, que permitía a los agricultores la posibilidad de vender sus propios productos durante un periodo máximo de ocho días.

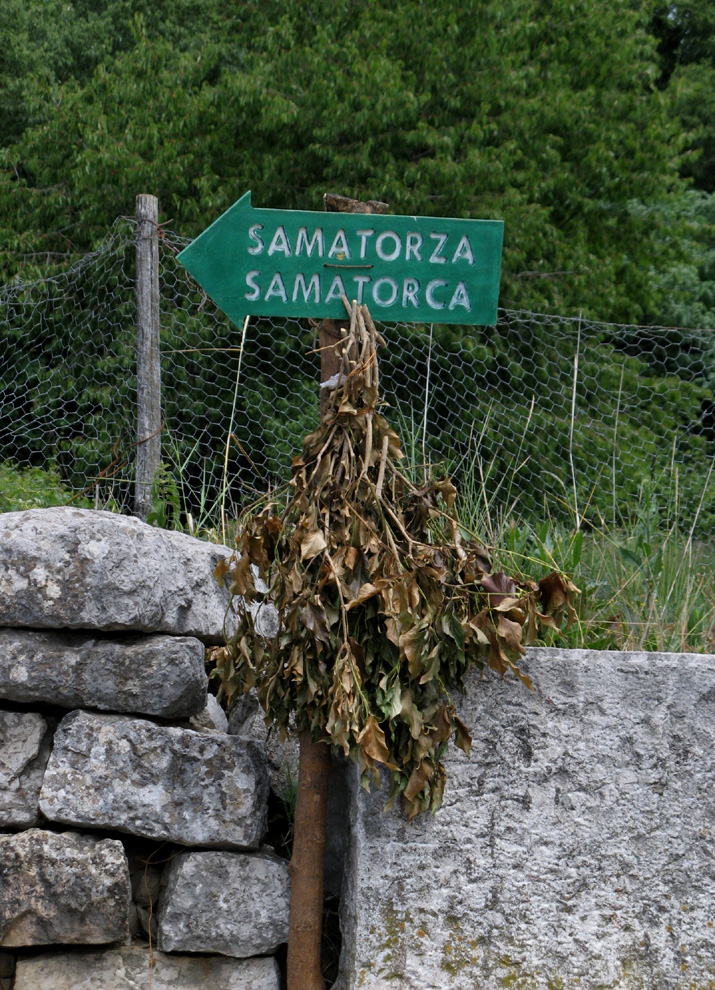
Osmica en la zona de Samatorca-Samatorza

Actualmente existen unas 40 “osmice” en el altiplano cársico. Se encuentran en la zona de Mavhinje-Malchina, Praprot-Prepotto, Salež-Sales, Samatorca-Samatorza, Prosek-Prosecco, Opčine-Opicina, Repen, Mediavas-Medeazza, Križ-Santa Croce, Nabrežina-Aurisina, Zgonik-Sgonico. 
El horario de apertura de las “osmice” es generalmente desde las 9:00 hasta las 23:00, variando siempre en relación con las normas y reglas de cada pueblo.